# Aitzpea Leizaola

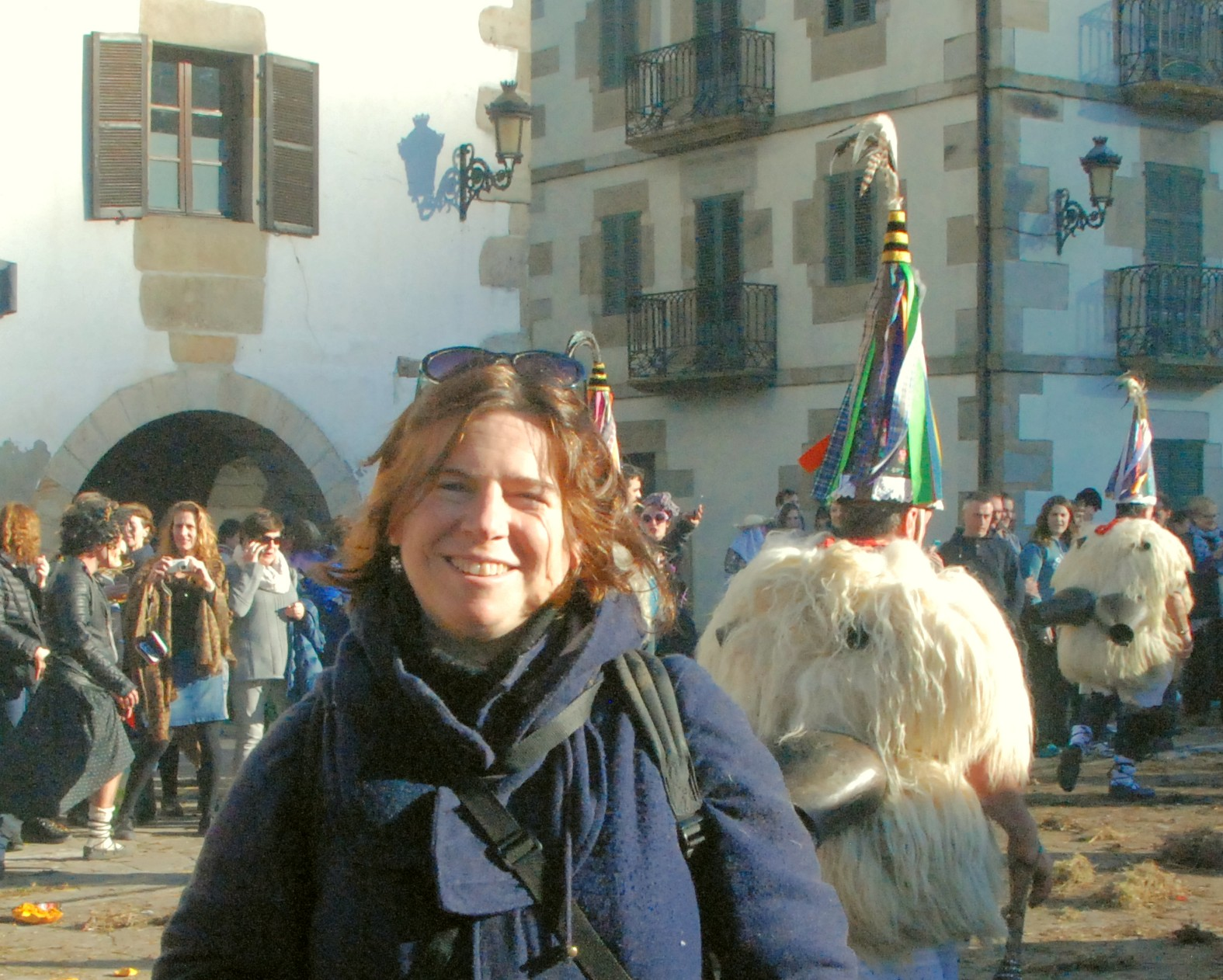
Aitzpea Leizaola (2018)

Aitzpea Leizaola Egaña (geb. 1971 in Donostia-San Sebastián, Baskenland, Spanien) ist eine baskische Anthropologin.

## Leben
Aitzpea Leizaola studierte Anthropologie und Linguistik an der Universität Paris-Nanterre  und der Universität Paris IV (Sorbonne). Ihren Doktorgrad erlangte sie 2010 an der Universität Paris-Nanterre. Sie erhielt postgraduale Ausbildungen an der Freien Universität Berlin, der Queen’s University Belfast und der University of Nevada, Reno. 2000 bis 2001 war sie Gastdozentin am St. Antony’s College der University of Oxford. Aitzpea Leizaola ist seit 2001 Dozentin an der Universität Baskenland. Sie hat sich auf europäische politische Anthropologie mit dem Schwerpunkt nationale Identität spezialisiert.

## Werke
- Muga. Frontière, identité et territoire au Pays basque. 2010 (französisch, Dissertation).
- La mémoire de la guerre civile espagnole. Le poids du silence. In: Ethnologie française. Band 3, Nr. 37, 2007, S. 483–491, doi:10.3917/ethn.073.0483 (französisch).
- Elixabete Imaz Martinez, Aitzpea Leizaola Egaña: Euskaldunetaz, indarraz eta akademiko berpiztuez. Sandra Ott-ekin elkarrizketa. In: Ankulegi. Nr. 7, 2003, ISSN 2444-5703, S. 92–101 (baskisch).
- Eleaniztasunaren erronkak Eurohirian. Komunikazio etenak eta mugaz gaindiko joera berriak. In: Bat. Nr. 47, 2003, ISSN 1130-8435, S. 89–98 (baskisch).
- Le Pays Basque au regard des autres. De Ramuntcho au Guggenheim. In: Ethnologie française. Band 3, Nr. 32, 2002, S. 429–438, doi:10.3917/ethn.023.0429 (französisch).
- Mugaren eragina hizkuntz jarduera eleanitzean. In: Ankulegi. Nr. 2, 1998, ISSN 2444-5703, S. 81–89 (baskisch).
- Identitatearen mugetan. Nazionalitate bikoitza muga aldean. In: Ankulegi. Nr. 1, 1997, ISSN 2444-5703, S. 53–61 (baskisch).
- Matching national stereotypes? Eating and drinking in the Basque borderland. In: Slovene Anthropological Society (Hrsg.): Anthropological Notebooks. Band 12, Nr. 1, 2006, ISSN 1408-032X, S. 79–94 (englisch, drustvo-antropologov.si [PDF; 713 kB]).